# Isabel Kämpfert
Isabel Kämpfert (* 8. Juni 2003) ist eine deutsche Radrennfahrerin, die vorrangig auf der Bahn und im Cyclocross aktiv ist. 

## Sportlicher Werdegang
Seit 2014 ist Isabel Kämpfert im Leistungsradsport aktiv. 2018 belegte sie bei den deutschen Jugendmeisterschaften im Cyclocross Rang zwei und 2019 drei. In beiden Jahren gewann sie darüber hinaus den Deutschland-Cup für Anfänger in dieser Disziplin. Bei den deutschen Jugendmeisterschaften auf der Bahn holte sie den Titel im Punktefahren 2021 wurde sie Vize-Meisterin der Juniorinnen im Cyclocross, und auf der Bahn wurde sie bei den deutschen Meisterschaften Dritte im Keirin der Juniorinnen.
Bei den deutschen Meisterschaften 2022 in Büttgen wurde Isabel Kämpfert im Juni des Jahres deutsche Meisterin der Elite im erstmals ausgetragenen Ausscheidungsfahren. Im Dezember 2022 belegte sie bei den Omniums-Meisterschaften in Frankfurt (Oder) Platz drei.

## Erfolge

### Bahn
2019
- Deutsche Jugend-Meisterin – Punktefahren

2022
- Deutsche Meisterin – Ausscheidungsfahren